# Le Falstaff
Pour les articles homonymes, voir Falstaff (homonymie).
Le Falstaff est un café bruxellois dont la devanture et la décoration Art nouveau ont été réalisées par le menuisier et architecte d'intérieur Émile Houbion.
Le Falstaff possède une des rares devantures commerciales de style Art nouveau subsistant à Bruxelles, aux côtés de la chemiserie Niguet conçue par Paul Hankar en 1896, du magasin Marjolaine de Léon Sneyers (1904) et de la pharmacie du Bon Secours de Paul Hamesse.
Certains éléments de la décoration extérieure sont cependant de style Art déco tandis que la décoration intérieure combine Art nouveau et éclectisme.

## Localisation
Le Falstaff est situé à Bruxelles-ville, aux numéros 17 à 26 de la rue Henri Maus, face au Palais de la Bourse de Bruxelles.
De l'autre côté de la Bourse, se trouve un autre café de la Belle Époque, le Cirio.

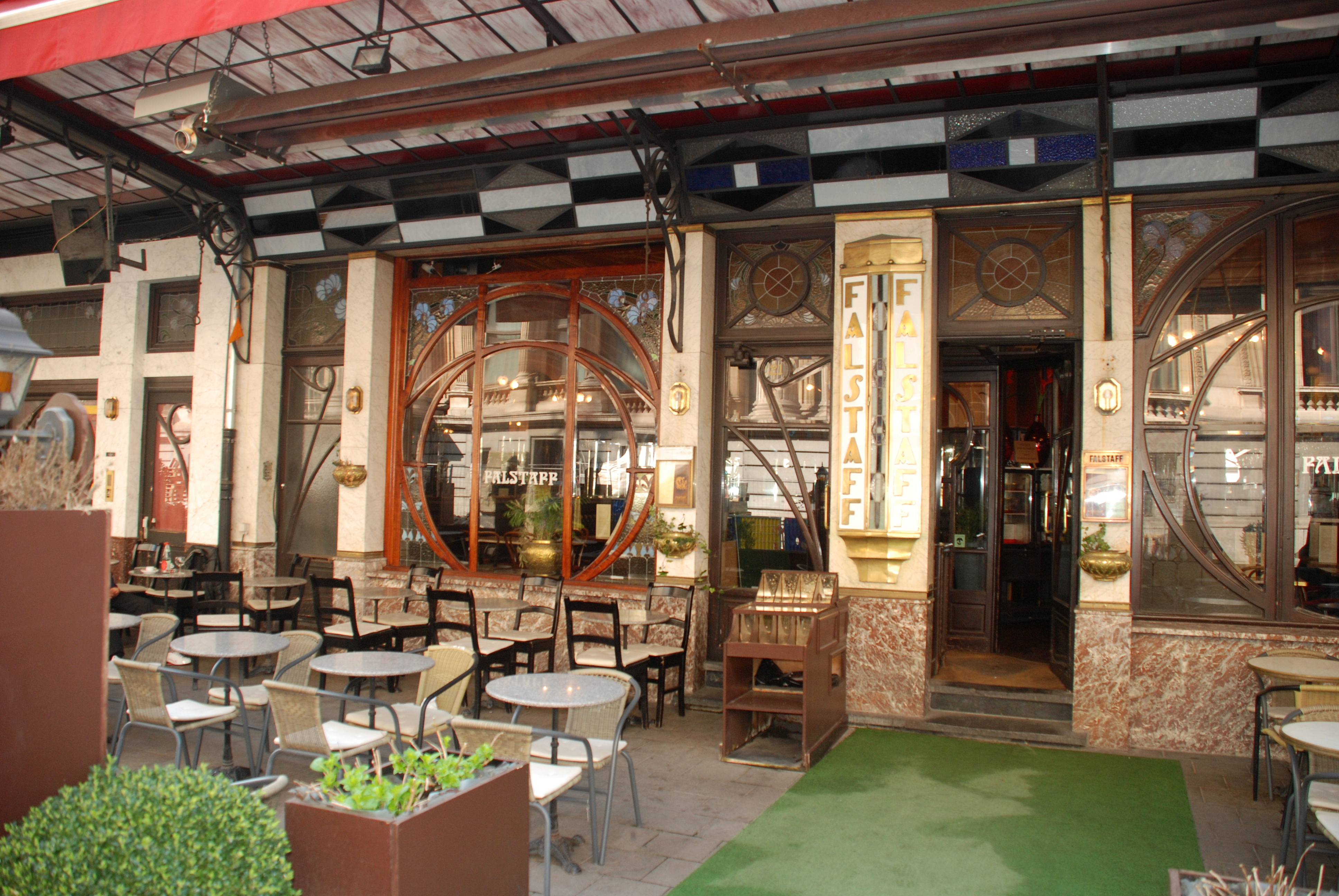
La partie gauche de la terrasse et de la vitrine.

## Historique

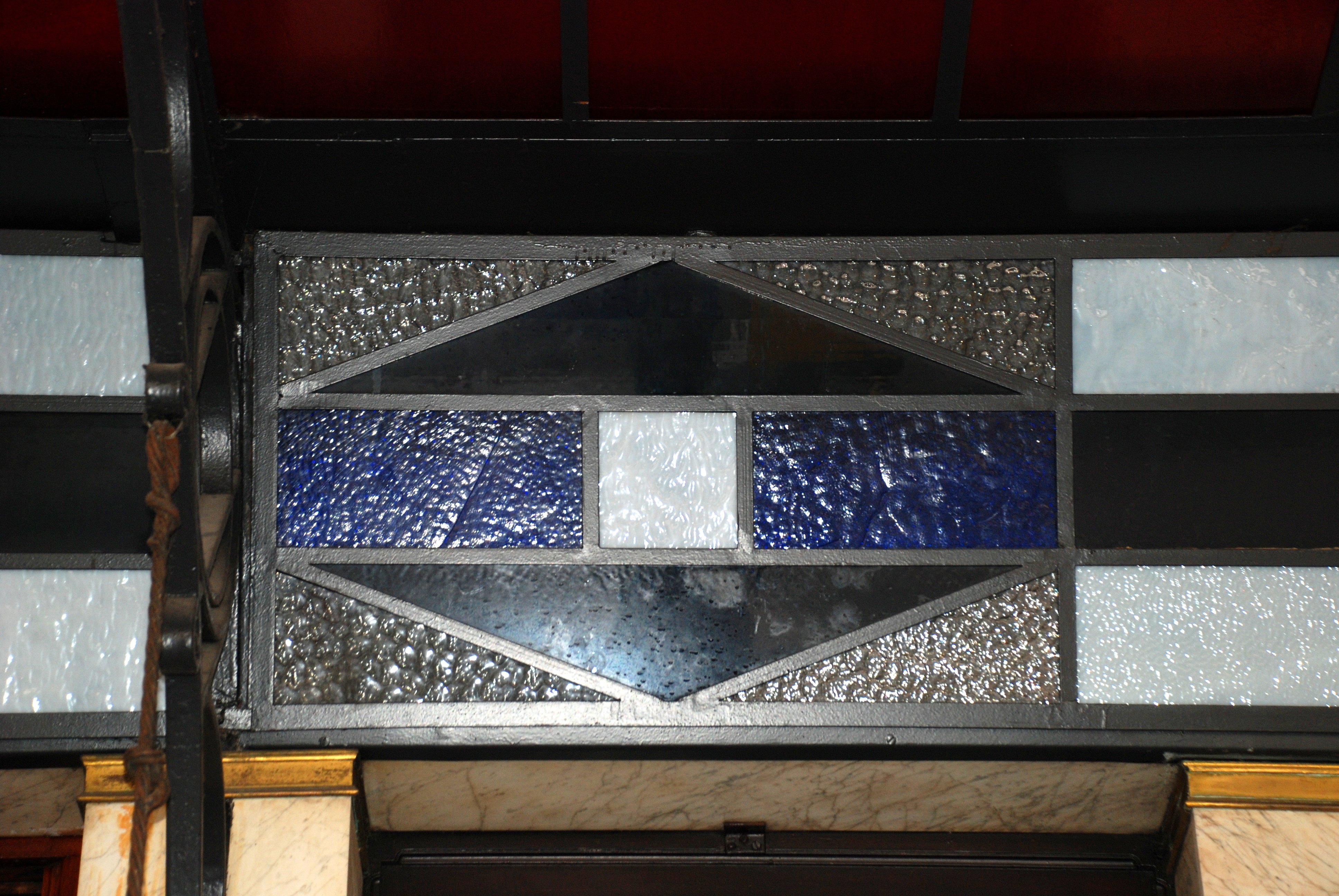
Frise en verre américain de style Art déco.

Le bâtiment est édifié en 1886 et racheté en 1903 par Mme Broeckaert pour y créer un débit de boissons dont elle confie la décoration à E. Houbion, menuisier et architecte d'intérieur de Victor Horta,,. Le café avec sa devanture et son intérieur en style Art nouveau sont réalisés par étapes en 1903, 1906, 1909 et 1916.
À la suite d'un long litige opposant le propriétaire (AB InBev) et l'ancien exploitant, l'établissement ferme le 4 mai 2016. 
Il ouvre à nouveau le 9 décembre 2017 après rénovation et règlement du litige,. 
Le 3 janvier 2018, une partie du plafond s'effondre mais le restaurant reste ouvert.

## Classement
L'édifice fait l'objet d'un classement au titre des monuments historiques depuis le 12 octobre 2000 sous la référence 2043-0458/0.

## Architecture

### La devanture

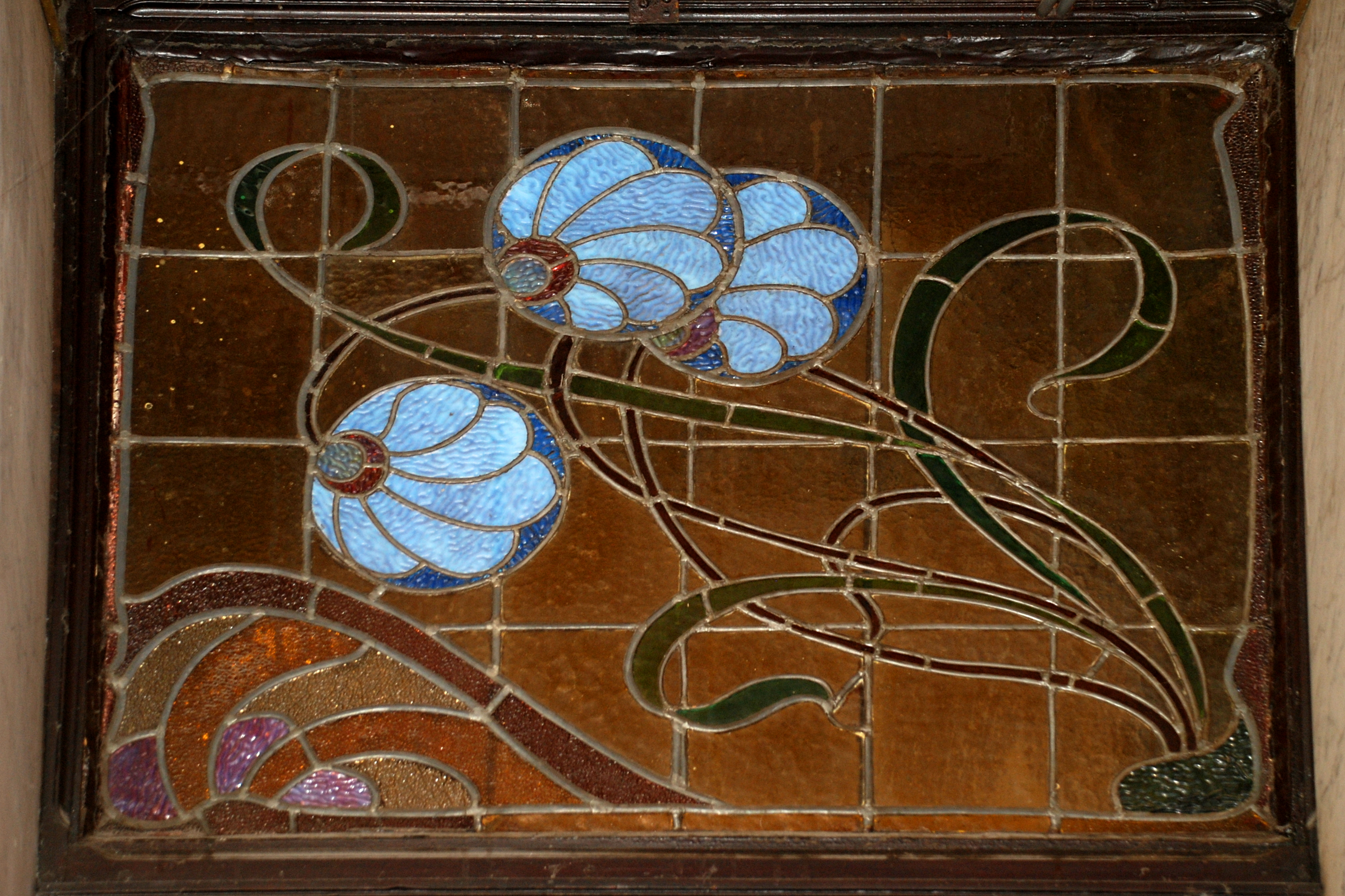
Vitrail ornant la baie d'imposte d'une porte.

L'établissement est précédé d'une terrasse surmontée d'une frise en verre américain de style Art déco et d'une marquise en fer et en verre.
La devanture du café, à la remarquable décoration « Art nouveau géométrique », est composée de deux parties symétriques disposées de part et d'autre d'une enseigne de style Art déco affichant le nom du Falstaff en lettres d'or.
Chaque partie de cette devanture comporte une vitrine tripartite ornée de boiseries de style « Art nouveau géométrique » intégrant deux cercles excentriques d'épaisseurs différentes. Un arc de cercle tangent vient s'appuyer sur le plus petit de ces deux cercles et se prolonge sur la porte d'entrée adjacente.
Les écoinçons de ces boiseries circulaires sont ornés de remarquables vitraux représentant des fleurs bleues aux feuillages sinueux typiques de la ligne en coup de fouet qui caractérise l'Art nouveau.
Les mêmes motifs floraux se répètent sur les vitraux qui ornent les baies d'imposte des portes situées à l'extrême gauche et à l'extrême droite de la façade.

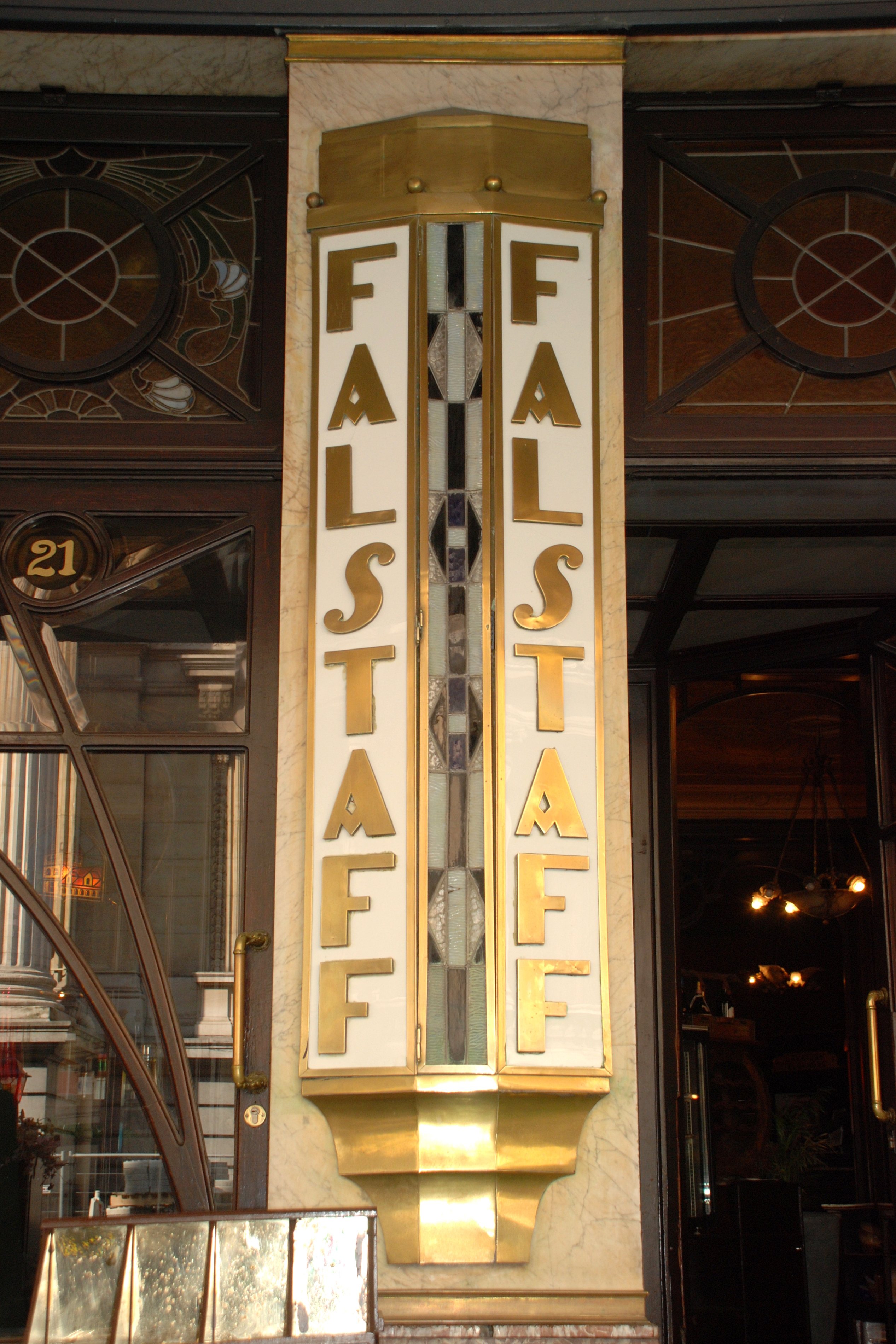
L'enseigne Art déco du Falstaff.
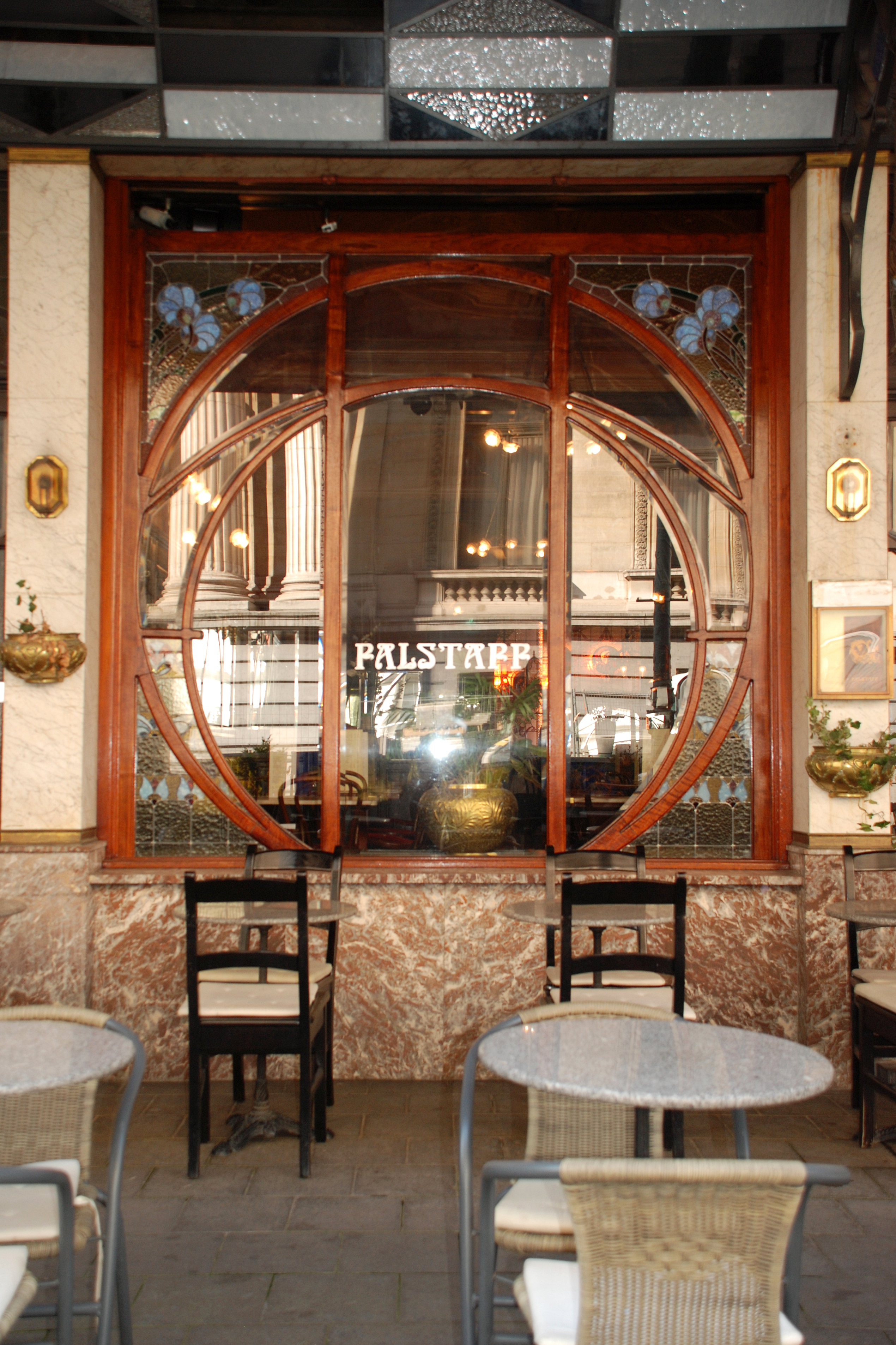
Boiseries Art nouveau de la vitrine.
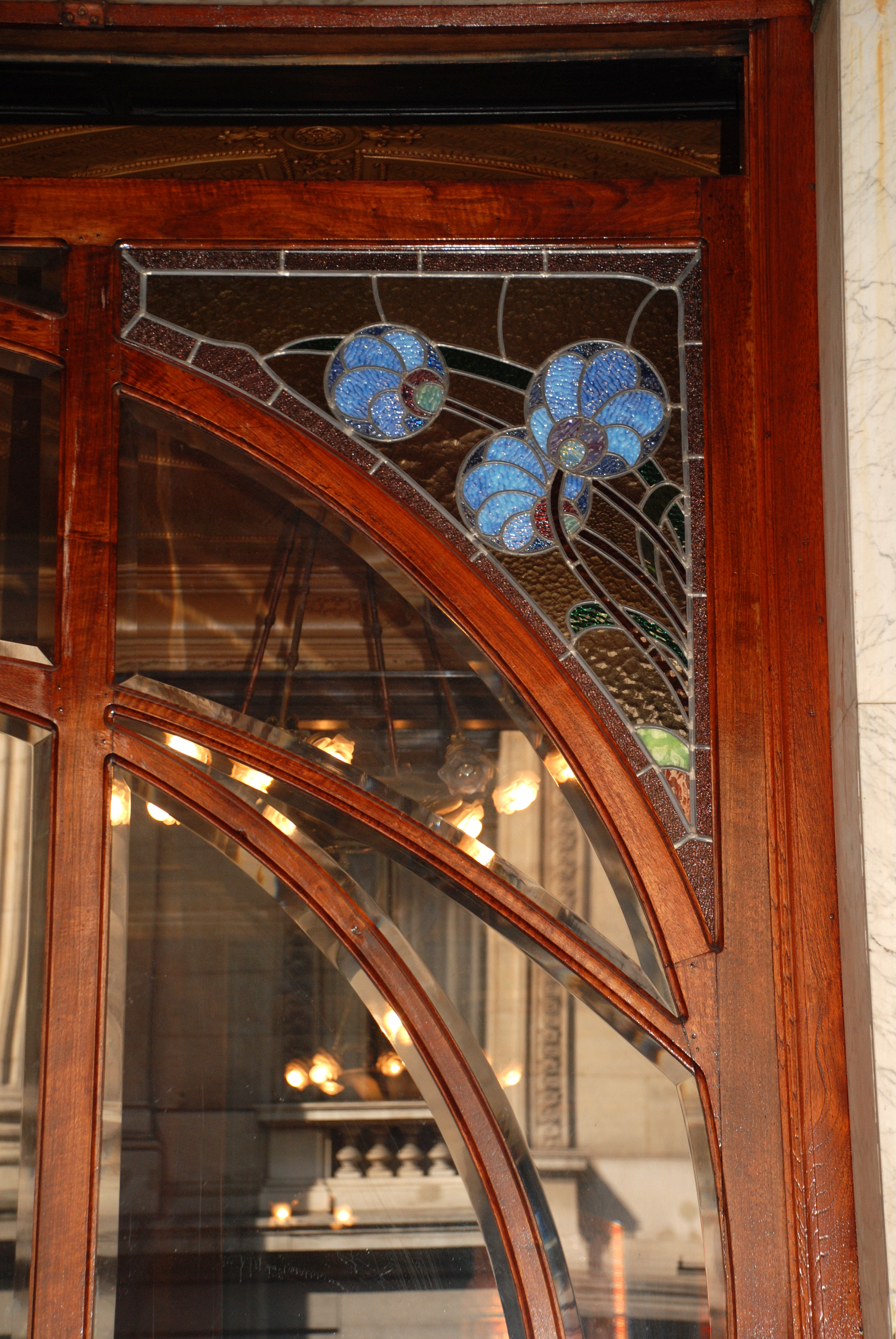
Vitrail ornant l'écoinçon de la vitrine.

### La décoration intérieure
Si la décoration extérieure combine harmonieusement Art nouveau et Art déco, le Falstaff doit son intérieur unique à Bruxelles au mariage de l'Art nouveau et du style éclectique.

#### Boiseries
Les boiseries intérieures reprennent le motif ornemental du cercle ou des cercles excentriques à plusieurs endroits :
- les portes vitrées du sas d'entrée
- les miroirs qui ornent les murs des salles
- les lampes suspendues au-dessus du bar
- les séparations entre les différentes salles

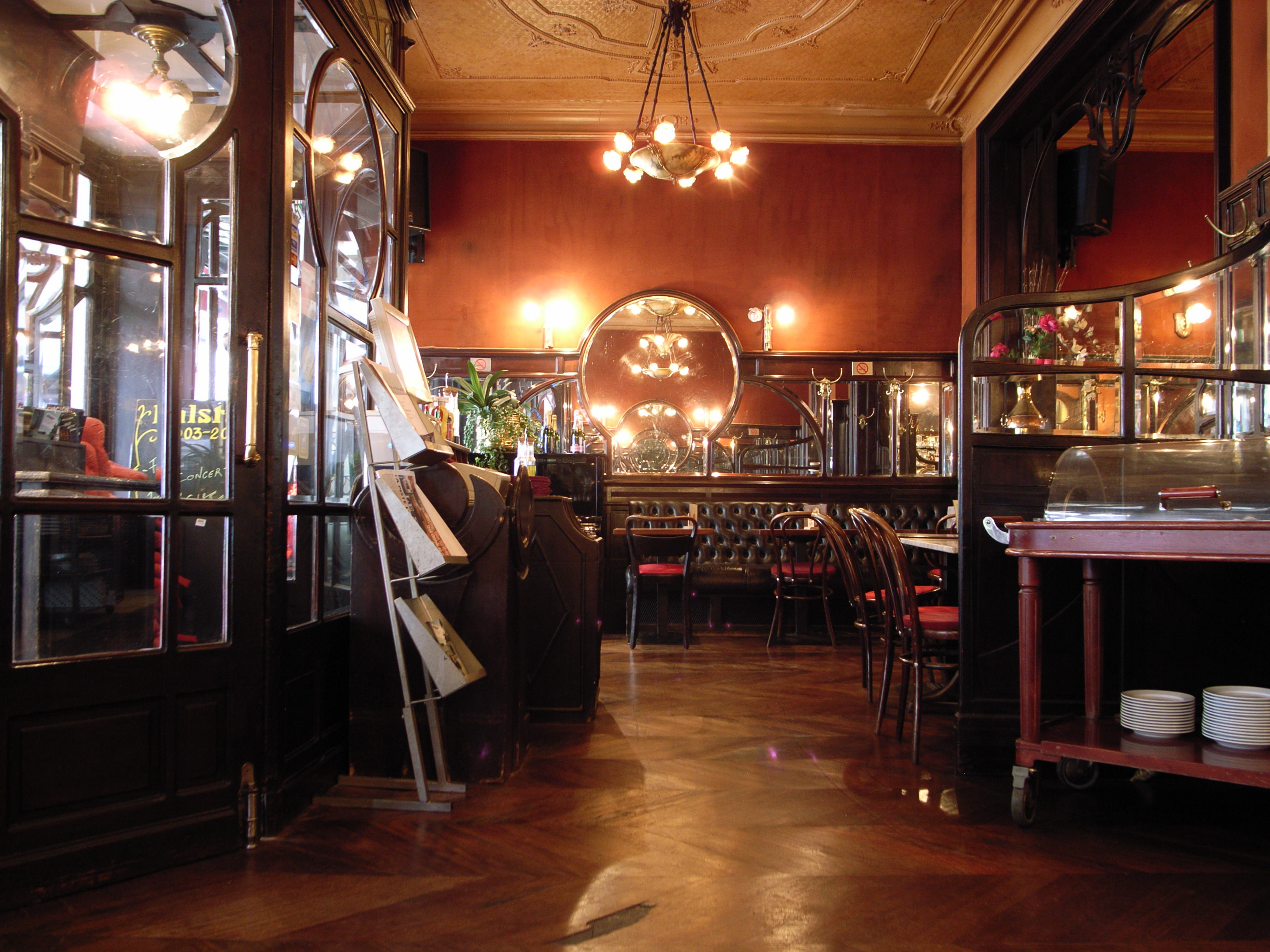
La première salle.
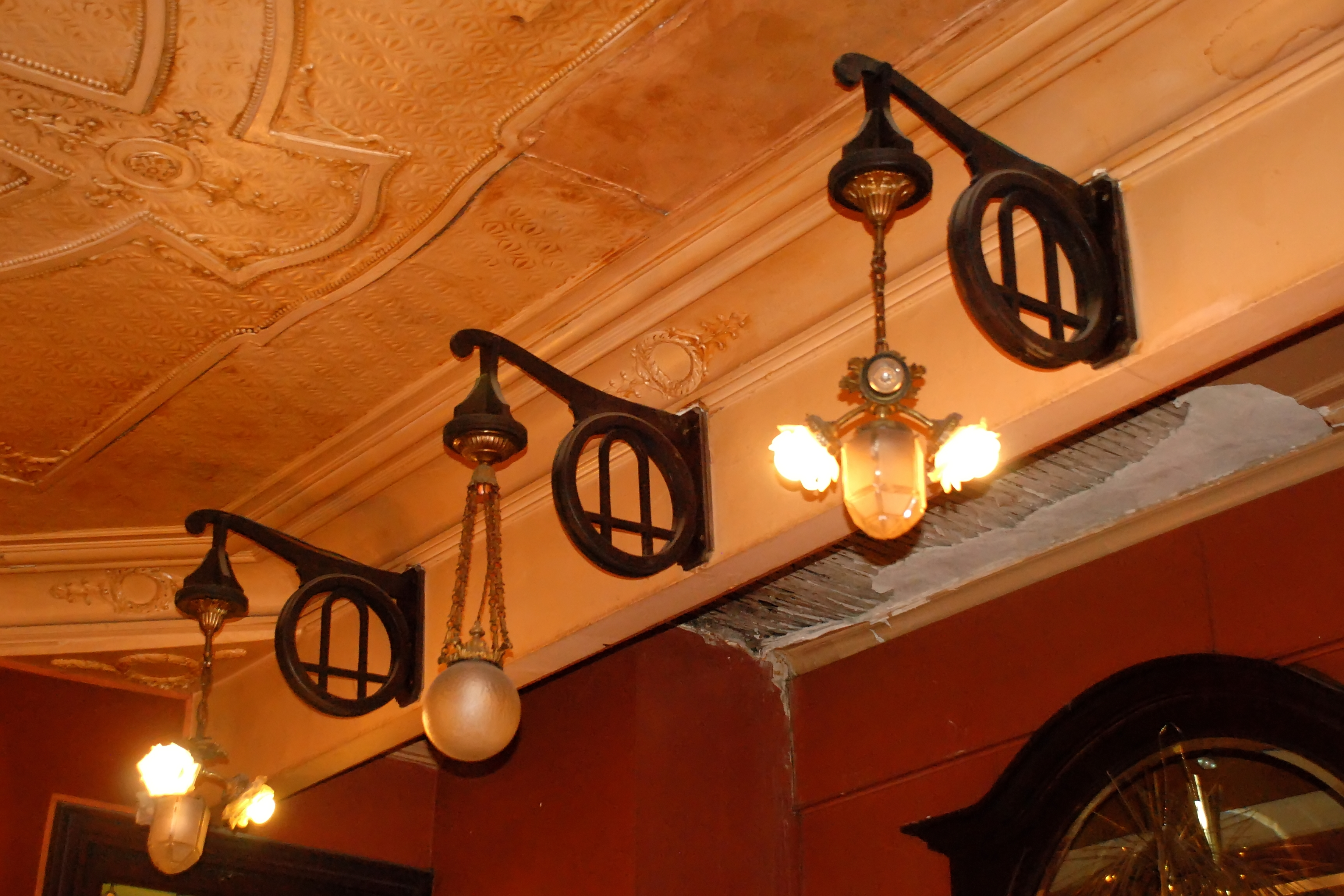
Lampes suspendues au-dessus du bar.
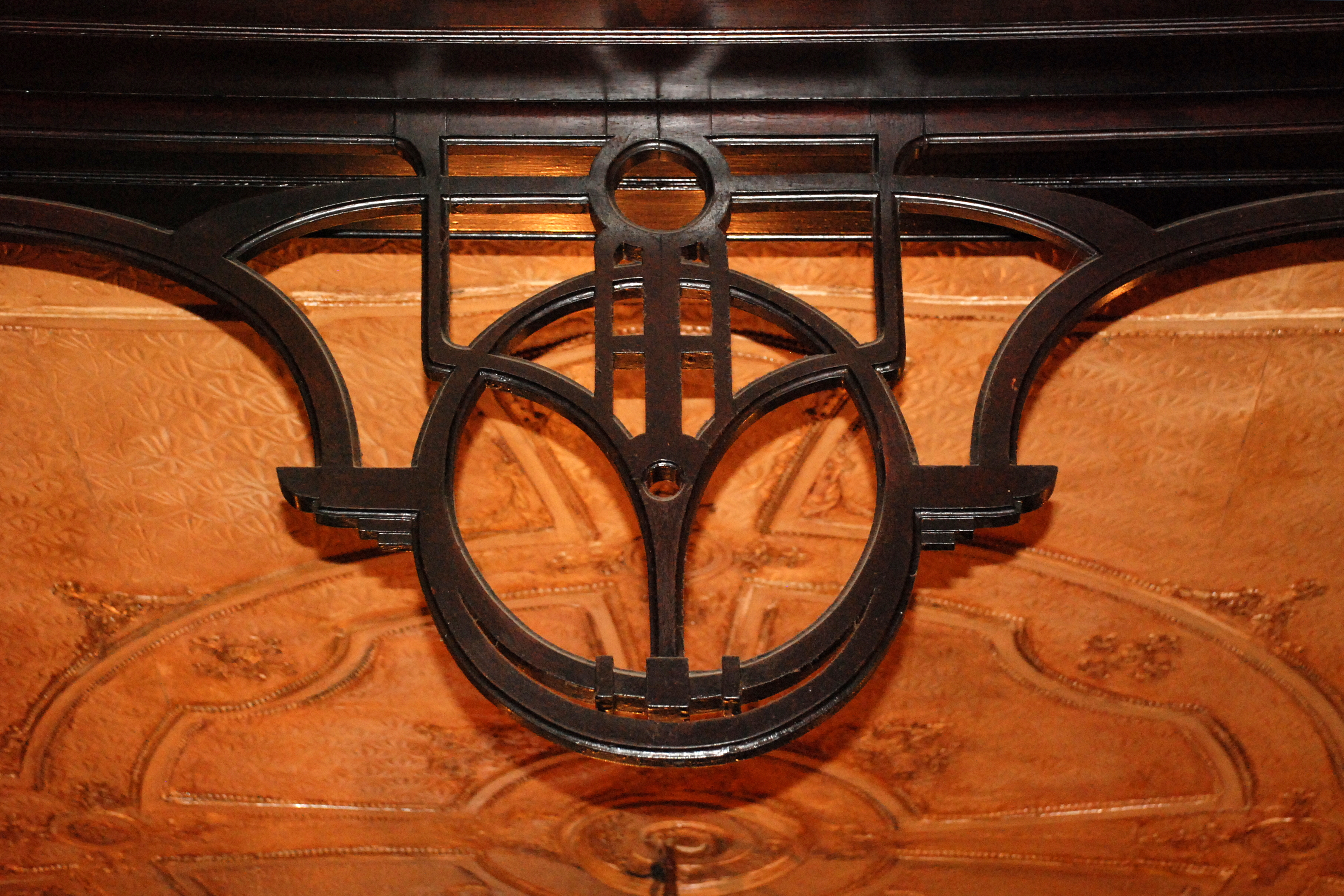
Boiseries suspendues reprenant le motif des cercles excentriques.

#### Vitraux

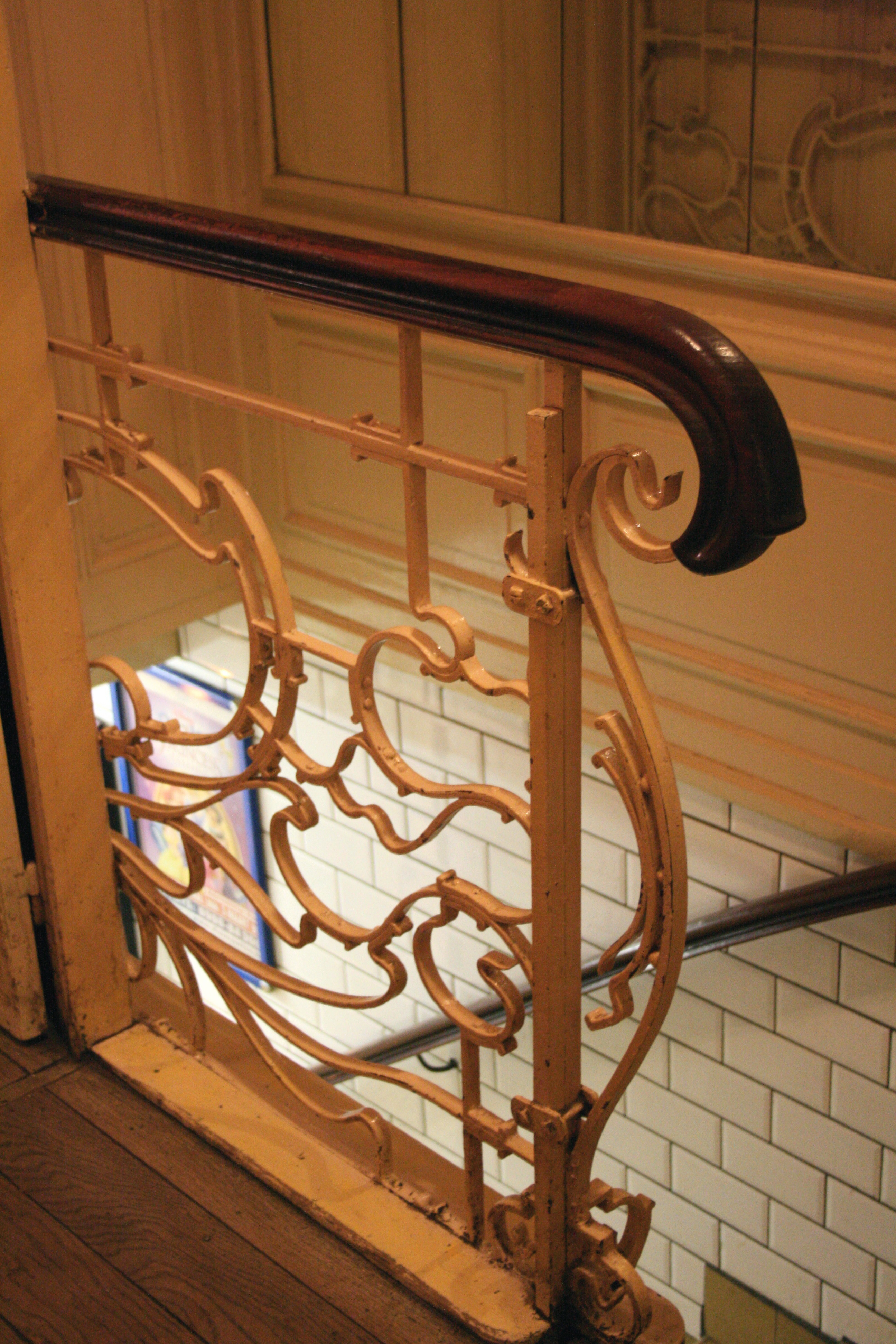
Rampe en fer forgé.

La troisième et dernière salle de café est surmontée d'une grande verrière rectangulaire. 
Le mur du fond de cette salle est orné de trois vitraux riches en couleurs représentant John Falstaff.

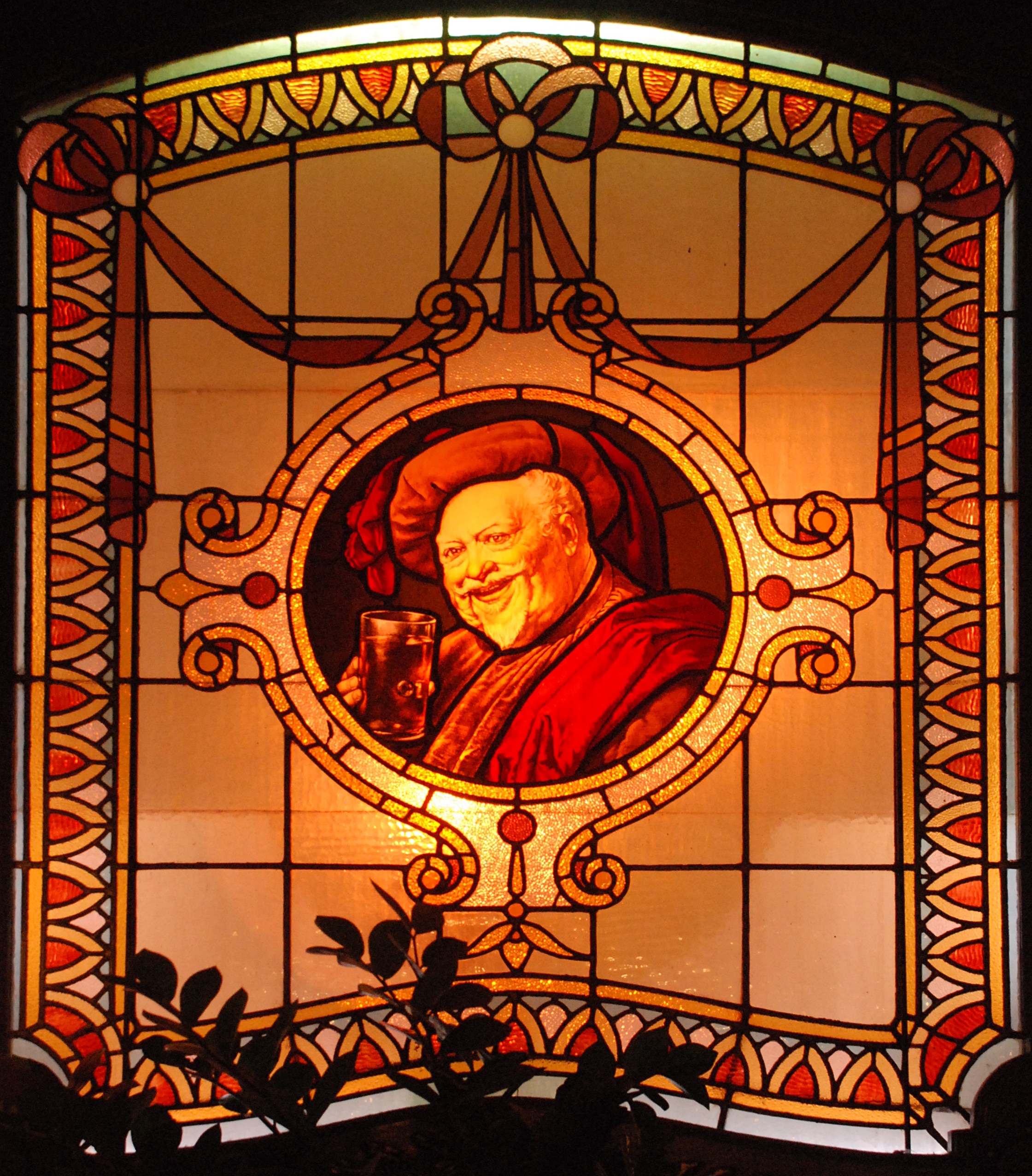
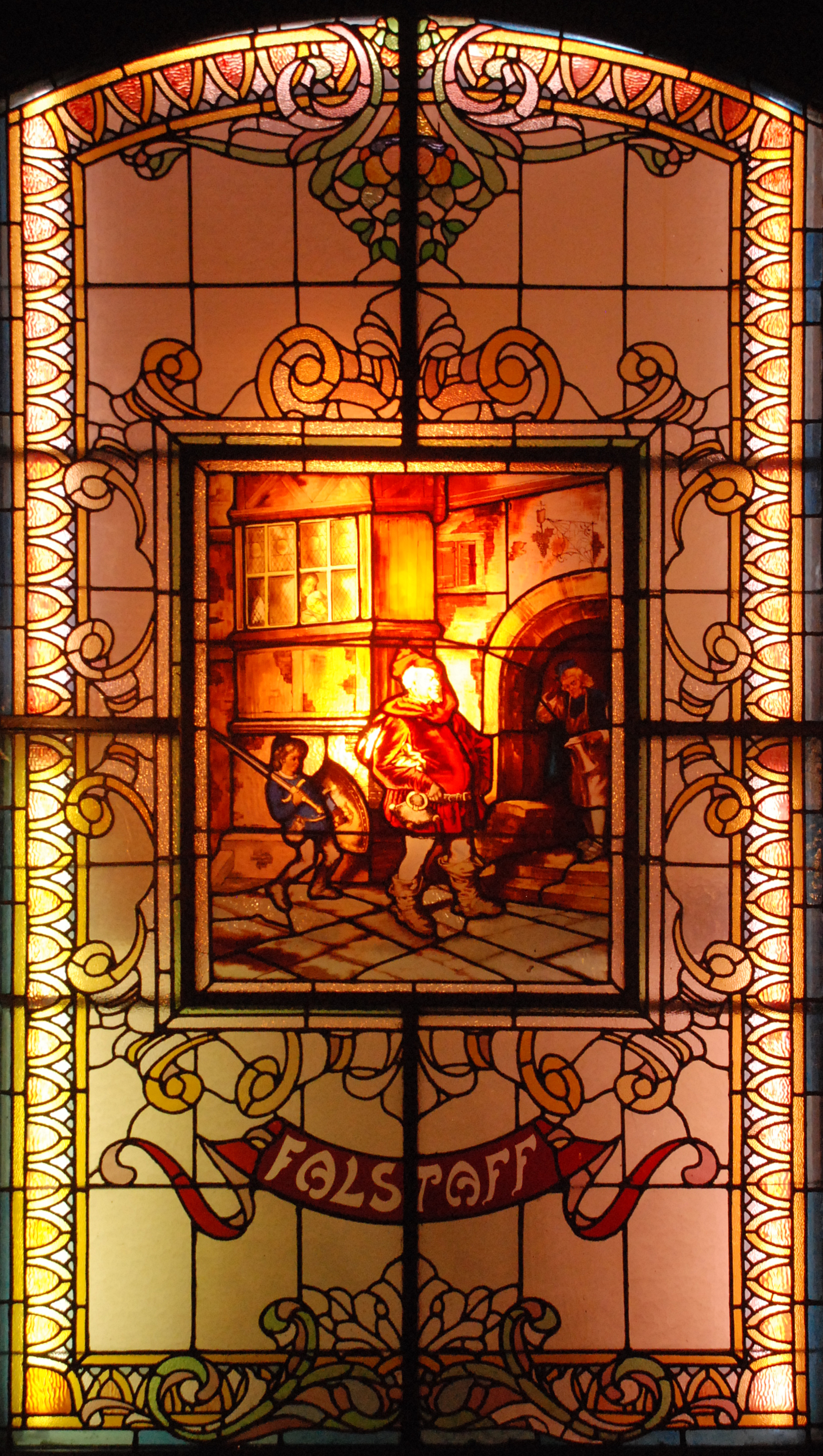
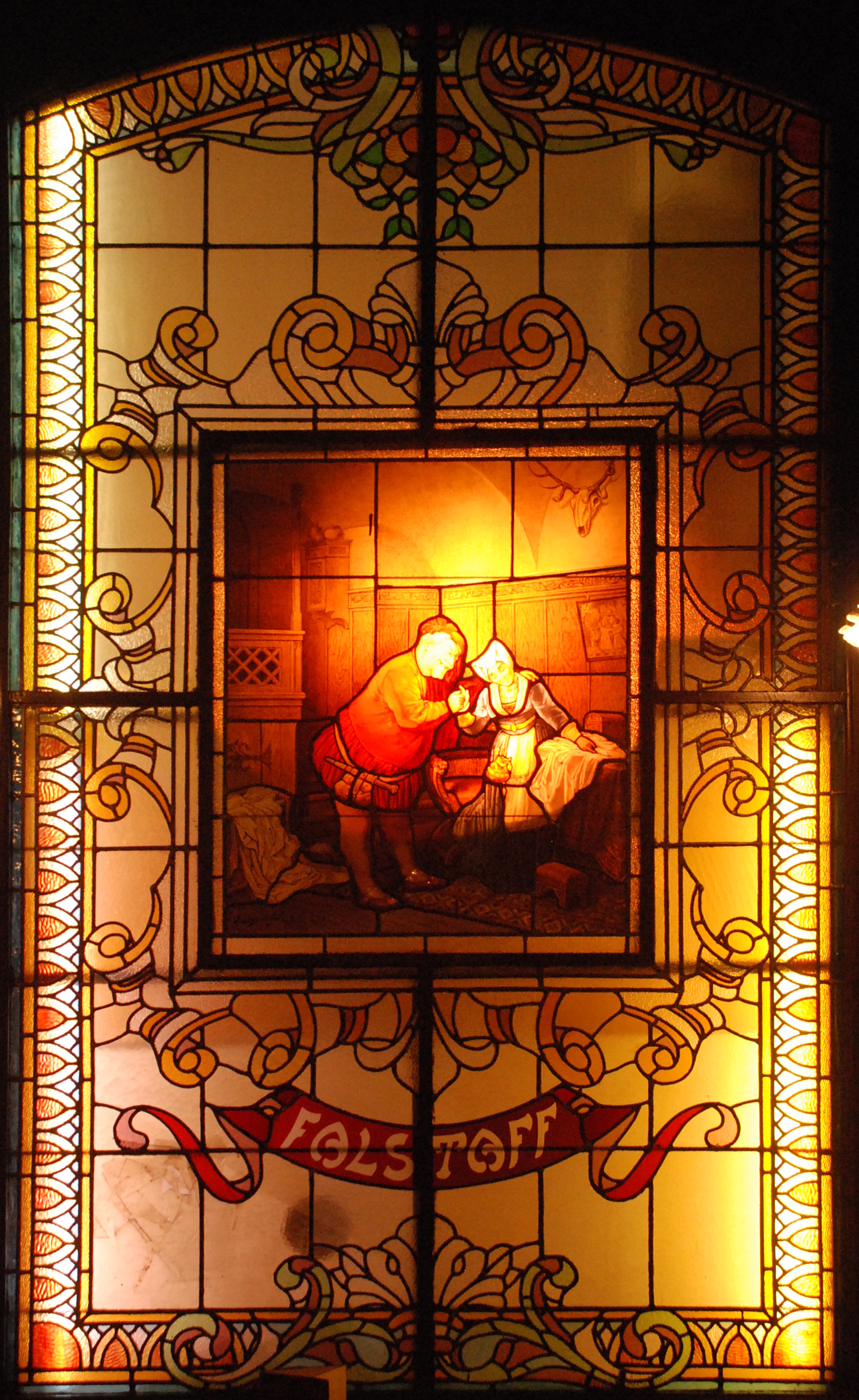

#### Fer forgé
On signalera enfin la magnifique rampe en fer forgé qui orne l'escalier conduisant aux toilettes.